# Grace Hay Drummond-Hay

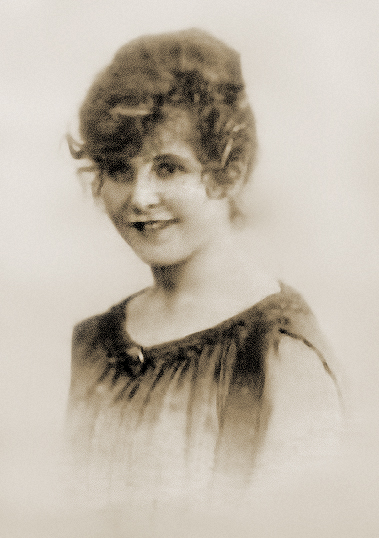
Lady Grace Hay Drummond Hay

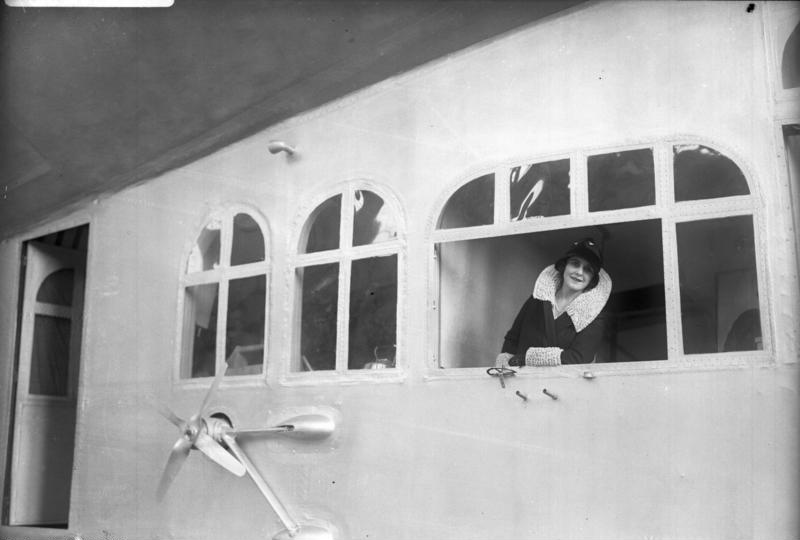
Lady Hay aan boord van de Graf Zeppelin

Grace Marguerite Hay Drummond-Hay, geboren Grace Marguerite Lethbridge (Liverpool, 1 september 1895 - New York, 12 februari 1946) was een Brits journaliste die bekendheid verwierf doordat zij de eerste vrouw was die een luchtreis rond de wereld maakte in een zeppelin.

## Jeugd en huwelijk
Grace was de dochter van Sidney Thomas Lethbridge en Emily Willis. Zelf trouwde ze op vijfentwintigjarige leeftijd met de vijftig jaar oudere sir Robert Hay Drummond-Hay (1846-1925), een in Tanger geboren gepensioneerde diplomaat, die onder andere Brits consul-generaal in Beiroet was geweest. Hay was weduwnaar en had vier kinderen. De kinderen waren allen aanzienlijk ouder dan hun nieuwe stiefmoeder. Na zes jaar huwelijk overleed Robert. Lady Hay, nu een eenendertigjarige weduwe, woonde in een appartement in Londen.

## Loopbaan
Grace Hay publiceerde - voornamelijk over mode - in verschillende Britse kranten en tijdschriften. Na het overlijden van haar man kwam ze in contact met de Amerikaanse krantenmagnaat William Randolph Hearst. Ze trad als sterreporter in dienst van diens Chicago Herald. Als reporter maakte ze in 1928 de eerste trans-Atlantische vlucht met de zeppelin mee. In 1929 financierde Hearst de eerste vlucht om de wereld met de Graf Zeppelin. Hij bepaalde dat lady Hay als enige vrouwelijke passagier mee zou reizen. De vlucht zou vertrekken van Lakehurst en via Friedrichshafen, Tokio en Los Angeles terug naar Lakehurst voeren. De vlucht - waarbij 49.618 km werd afgelegd - duurde eenentwintig dagen. Aan boord waren journalisten uit verschillende continenten. De vlucht stond onder bevel van kapitein Hugo Eckener. Terug in New York werd het reisgezelschap getrakteerd op een ticker-tape parade. Lady Hay, die vanuit het luchtschip verschillende rapportages had doorgezonden, was nu een gevestigd journaliste. Ze werkte in de jaren dertig als oorlogscorrespondente in onder meer Abyssinië en Mantsjoerije. Tijdens de Tweede Wereldoorlog werd zij op de Filipijnen geïnterneerd door de Japanners. Na de bevrijding kwam zij fysiek gebroken terug in de Verenigde Staten, waar ze in 1946 in haar slaap overleed aan een hartaanval.

## Documentaire
In 2009 verscheen de documentaire Farewell van de Nederlandse documentairemaakster Ditteke Mensink. Deze documentaire behandelt de reis rond de wereld van de zeppelin vanuit het perspectief van lady Hay. De documentaire won op het Nederlands Film Festival 2010 een Gouden Kalf voor beste documentaire.